# Юкнайчяйское староство
Юкнайчяйское староство (лит. Juknaičių seniūnija) — одно из 11 староств Шилутского района, Клайпедского уезда Литвы. Административный центр — деревня Юкнайчяй.

## География
Расположено в западной части Литвы, в Нижненеманской низменности недалеко от побережья Куршского залива. На юго-западе и севере граничит со Славским районом Калининградской области России. Южная часть староства, находящаяся в пойме Русне (основного правого рукава Немана в дельте), довольно сильно заболочена, также там расположена бо́льшая часть лесов и почти все озёра. По территории староства протекают следующие реки: Вейжас, Лейте, Лейтале, Шиша, Ляндра. Также на территории староства расположены озёра: Тунжёгис, Жёгис, Вакаринис, Илгалисис, Дамба, Жальчяйское и др.

## Население
Юкнайчяйское староство включает в себя 26 деревень.

## История
За разработку плана застройки Юкнайчяя   были награждены Ленинской премией : Калинка, Станисловас Антанович, архитектор; Докшас, Зигмантас Станиславович, директор совхоза.